# Nicole Kumpis
Nicole Kumpis (* 11. März 1974 in Braunschweig) ist eine deutsche Sportfunktionärin. Seit 2022 ist sie Präsidentin von Eintracht Braunschweig.

## Leben
Nach ihrem Studium zur Diplom-Sozialpädagogin/Sozialarbeiterin arbeitete sie unter anderem für das Jugendamt Braunschweig, die Oskar-Kämmer-Schule, sowie für das Refugium Flüchtlingshilfe e. V. Braunschweig.
Von Sommer 2018 bis Frühjahr 2021 war sie als geschäftsführender Vorstand der Eintracht-Braunschweig-Stiftung angestellt. Seit Mai 2021 agiert sie als Vorsitzende des Kreisverbands Deutsches Rotes Kreuz Braunschweig-Salzgitter.

## Ehrenämter
Im März 2022 wurde Nicole Kumpis auf der außerordentlichen Mitgliederversammlung mit 472 Stimmen zur Präsidentin des BTSV Eintracht von 1895 e. V. gewählt. Damit ist sie aktuell die einzige Präsidentin im deutschen Profifußball. Seit April 2022 ist sie zudem stellvertretende Aufsichtsratsvorsitzende der Eintracht Braunschweig GmbH & Co KGaA.
Neben ihrer Tätigkeit für den BTSV engagiert sich Kumpis in weiteren sozialen Bereichen. Unter anderem ist sie aktives Mitglied im Refugium Flüchtlingshilfe e. V. und übernimmt Patenschaften sowie die Begleitung von Geflüchteten.

## Auszeichnung
- 2023 Bürgermedaille der Stadt Braunschweig